# Pascal Teixeira da Silva
Pascal Teixeira da Silva (Bordéus, 2 de outubro de 1957) é um diplomata francês.
Formado pela Sciences Po Bordeaux em 1978 e ex-aluno da ENA (promoção "Louise Michel"), Pascal Teixeira da Silva ingressou no Ministério das Relações Exteriores da França para prosseguir a carreira diplomática. Como diplomata, representou a França em Bona (1986-1990), e depois em Moscovo (1990-1993). De volta a Paris, foi encarregado da missão ao Secretário Geral do Ministério das Relações Exteriores. Posteriormente, trabalhou na delegação francesa na ONU em Nova Iorque. Entre 1997 e 2001, foi o primeiro assessor da Missão Permanente da França e depois foi diretor adjunto das Nações Unidas e organizações internacionais na Direção Geral de Assuntos Políticos e de Segurança do Ministério das Relações Exteriores.
Em 2005, a mudança de ministério de Pascal Teixeira da Silva para a Defesa deveu-se a ter tomado a direção da estratégia dentro da Direção Geral da Segurança Externa.
Em 2010, foi nomeado embaixador da França em Portugal. Em 2013, saiu de Lisboa para o cargo de secretário-geral da delegação francesa na 68.ª Assembleia Geral da ONU, de setembro a dezembro. No final desta missão, Pascal Teixeira da Silva assumiria funções como embaixador da França na Áustria.
Foi condecorado como Cavaleiro da Legião de Honra, Cavaleiro da Ordem Nacional do Mérito e com a Bundesverdienstkreuz (Alemanha).